# Antilopă
Antilopa (latină antalopus; greacă άνθόλοψ) este un termen care se referă la numeroase specii existente sau recent dispărute din familia rumegătoarelor artiodactile Bovidae, care sunt indigene în cea mai mare parte a Africii, în India, în Orientul Mijlociu, în Asia Centrală și într-o mică parte a Europei de Est. Antilopele nu formează un grup monofiletic, deoarece unele antilope sunt mai strâns înrudite cu alte grupuri de bovide, precum bovinele, caprele și oile, decât cu alte antilope.
O definiție mai bună, cunoscută și sub numele de „antilope adevărate”, include doar genurile Gazella, Nanger, Eudorcas și Antilope.
Deși antilopele sunt uneori denumite și identificate greșit ca fiind „cerbi” (cervide), adevărații cerbi sunt doar înrudiți în mică măsură cu antilopele. În timp ce antilopele se găsesc în abundență în Africa, doar o singură specie de cerb se găsește pe continent – cerbul roșu de Barbaria din Africa de Nord. Prin comparație, numeroase specii de cerbi se găsesc de obicei în regiuni ale lumii în care sunt prezente mai puține sau chiar deloc specii de antilope, cum ar fi în toată Asia de Sud-Est, Europa și în toate Americile. Acest lucru se datorează probabil competiției pentru resurse comune, deoarece cerbii și antilopele ocupă o nișă ecologică practic identică în habitatele lor respective. Cu toate acestea, țări precum India au populații mari de cerbi și antilope endemice, diferitele specii păstrându-și, în general, propriile „nișe”, cu suprapuneri minime.
Spre deosebire de cerbi, la care masculii au coarne elaborate care se desprind și cresc din nou anual, coarnele antilopelor sunt osoase și cresc constant, fără să cadă niciodată. Dacă un corn este rupt, fie va rămâne rupt, fie îi va lua ani de zile să se regenereze parțial, în funcție de specie.

## Etimologie
Cuvântul „antilopă” provine din franceza veche antelop, la rândul său derivat din latina medievală ant(h)alopus, care la rândul său provine din cuvântul grecesc bizantin ἀνθόλοψ, anthólops, atestat pentru prima dată la Eustatie al Antiohiei (c. 336). Potrivit acestuia, era un animal fabulos „care bântuia pe malurile Eufratului, foarte sălbatic, greu de prins și având coarne lungi, ca de ferăstrău, capabile să taie copaci”. Poate că derivă din grecescul ἀνθος, anthos (floare) și ώψ, ops (ochi), poate însemnând „ochi frumos” sau făcând aluzie la genele lungi ale animalelor. Totuși, aceasta poate fi o etimologie populară în limba greacă, bazată pe o rădăcină mai veche. Cuvintele talopus și calopus, din latină, au ajuns să fie folosite în heraldică.

## Specii
Există 91 de specii de antilope, dintre care majoritatea sunt originare din Africa, care se împart în aproximativ 30 de genuri. Clasificarea triburilor sau a subfamiliilor din cadrul Bovoidea este încă subiect de dezbatere, fiind propuse mai multe sisteme alternative.
Antilopele nu reprezintă un grup definit cladistic sau taxonomic. Termenul este folosit pentru a descrie toți membrii familiei Bovidae care nu se încadrează în categoria oaielor, bovinelor sau caprelor. De obicei, toate speciile din Antilopinae, Hippotraginae, Reduncinae, Cephalophinae, multe Bovinae și impala sunt numite antilope.

### Clasificare
Triburie de antilope (în galben) în arborele filogenetic al bovidelor.
|  | Aepycerotini |
|  |              |
|  | Neotragini   |
|  |              |

|  | Oreotragini  |
|  |              |
|  | Cephalophini |
|  |              |

|  | \| \| Hippotragini \| \| \| \| \| \| Alcelaphini \| \| \| \| |
|  |                                                              |
|  | Caprini                                                      |
|  |                                                              |
|  | Hippotragini                                                 |
|  |                                                              |
|  | Alcelaphini                                                  |
|  |                                                              |

|  | Hippotragini |
|  |              |
|  | Alcelaphini  |
|  |              |

|  | Oreotragini  |
|  |              |
|  | Cephalophini |
|  |              |

|  | \| \| Hippotragini \| \| \| \| \| \| Alcelaphini \| \| \| \| |
|  |                                                              |
|  | Caprini                                                      |
|  |                                                              |
|  | Hippotragini                                                 |
|  |                                                              |
|  | Alcelaphini                                                  |
|  |                                                              |

|  | Hippotragini |
|  |              |
|  | Alcelaphini  |
|  |              |

|  | Aepycerotini |
|  |              |
|  | Neotragini   |
|  |              |

|  | Oreotragini  |
|  |              |
|  | Cephalophini |
|  |              |

|  | \| \| Hippotragini \| \| \| \| \| \| Alcelaphini \| \| \| \| |
|  |                                                              |
|  | Caprini                                                      |
|  |                                                              |
|  | Hippotragini                                                 |
|  |                                                              |
|  | Alcelaphini                                                  |
|  |                                                              |

|  | Hippotragini |
|  |              |
|  | Alcelaphini  |
|  |              |

|  | Oreotragini  |
|  |              |
|  | Cephalophini |
|  |              |

|  | \| \| Hippotragini \| \| \| \| \| \| Alcelaphini \| \| \| \| |
|  |                                                              |
|  | Caprini                                                      |
|  |                                                              |
|  | Hippotragini                                                 |
|  |                                                              |
|  | Alcelaphini                                                  |
|  |                                                              |

|  | Hippotragini |
|  |              |
|  | Alcelaphini  |
|  |              |

|  | Boselaphini                                             |
|  |                                                         |
|  | \| \| Tragelaphini \| \| \| \| \| \| Bovini \| \| \| \| |
|  |                                                         |
|  | Tragelaphini                                            |
|  |                                                         |
|  | Bovini                                                  |
|  |                                                         |

|  | Tragelaphini |
|  |              |
|  | Bovini       |
|  |              |

|  | Aepycerotini |
|  |              |
|  | Neotragini   |
|  |              |

|  | Oreotragini  |
|  |              |
|  | Cephalophini |
|  |              |

|  | \| \| Hippotragini \| \| \| \| \| \| Alcelaphini \| \| \| \| |
|  |                                                              |
|  | Caprini                                                      |
|  |                                                              |
|  | Hippotragini                                                 |
|  |                                                              |
|  | Alcelaphini                                                  |
|  |                                                              |

|  | Hippotragini |
|  |              |
|  | Alcelaphini  |
|  |              |

|  | Oreotragini  |
|  |              |
|  | Cephalophini |
|  |              |

|  | \| \| Hippotragini \| \| \| \| \| \| Alcelaphini \| \| \| \| |
|  |                                                              |
|  | Caprini                                                      |
|  |                                                              |
|  | Hippotragini                                                 |
|  |                                                              |
|  | Alcelaphini                                                  |
|  |                                                              |

|  | Hippotragini |
|  |              |
|  | Alcelaphini  |
|  |              |

|  | Aepycerotini |
|  |              |
|  | Neotragini   |
|  |              |

|  | Oreotragini  |
|  |              |
|  | Cephalophini |
|  |              |

|  | \| \| Hippotragini \| \| \| \| \| \| Alcelaphini \| \| \| \| |
|  |                                                              |
|  | Caprini                                                      |
|  |                                                              |
|  | Hippotragini                                                 |
|  |                                                              |
|  | Alcelaphini                                                  |
|  |                                                              |

|  | Hippotragini |
|  |              |
|  | Alcelaphini  |
|  |              |

|  | Oreotragini  |
|  |              |
|  | Cephalophini |
|  |              |

|  | \| \| Hippotragini \| \| \| \| \| \| Alcelaphini \| \| \| \| |
|  |                                                              |
|  | Caprini                                                      |
|  |                                                              |
|  | Hippotragini                                                 |
|  |                                                              |
|  | Alcelaphini                                                  |
|  |                                                              |

|  | Hippotragini |
|  |              |
|  | Alcelaphini  |
|  |              |

|  | Boselaphini                                             |
|  |                                                         |
|  | \| \| Tragelaphini \| \| \| \| \| \| Bovini \| \| \| \| |
|  |                                                         |
|  | Tragelaphini                                            |
|  |                                                         |
|  | Bovini                                                  |
|  |                                                         |

|  | Tragelaphini |
|  |              |
|  | Bovini       |
|  |              |